# Colysis thwaitesianus
Colysis thwaitesianus là một loài dương xỉ trong họ Polypodiaceae. Loài này được Rajkumar & Arunach. mô tả khoa học đầu tiên năm 1999.
Danh pháp khoa học của loài này chưa được làm sáng tỏ. 